# イェレミアス・リヒター

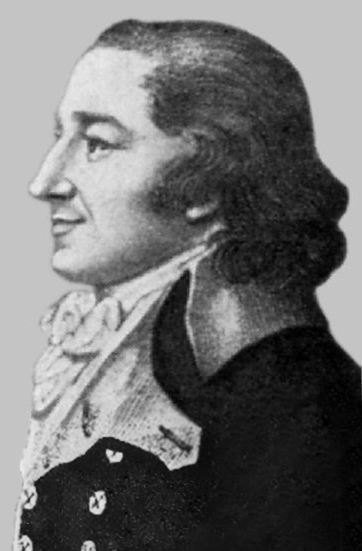

イェレミアス・リヒター（Jeremias Benjamin Richter,1762年3月10日 - 1807年4月14日)は、ドイツの化学者である。酸と塩基が中和される時、その酸と塩基の量の比が一定であることを見出した。ジョゼフ・プルーストが定比例の法則を主張する前に同様の法則を公表していた化学者の一人である。

## 人物
シレジア地方（現ポーランド領）のヒルシュベルクに生まれた。1774年にヴロツワフで鉱山局の役人になり、1800年にベルリンの鉱山局と王立製陶所の役人になり、ベルリンで死んだ。
リヒターの業績は化学に定量的な手法を導入したことである。1772年に酸化マグネシウムを中和するのに必要な硫酸の量の比率が一定であることを示した。リヒターの結果はDer Stochiometrie oder Messkunst chemischer Elemente （'化学量または化学物質の測定技術’：1792-1794)、Fiber die neueren Gegenstnde in der Chemie (1792-1802)などに発表された。ジョゼフ・プルーストが定比例の法則をしめすのは1790年代の後半である。